# Südliche Göriacher Röte
Die Südliche Göriacher Röte, früher auch Bretterspitze oder Gattenkogel genannt, ist ein 3020 m ü. A. hoher Berggipfel im Frosnitzkamm der Venedigergruppe im Norden Osttirols. Die Erstbesteigung der Südlichen Göriacher Röte ist nicht überliefert, die erste Überschreitung nahmen A. Santner, H. Schneeberger und W. Trost am 4. September 1932 als Gratübergang vom Ochsenbug vor.

## Lage
Die Südliche Göriacher Röte liegt im Osten der Venedigergruppe bzw. im Zentrum des Frosnitzkamms an der Gemeindegrenze zwischen Matrei in Osttirol im Osten und Virgen im Westen. In der Kernzone des Nationalparks Hohe Tauern gelegen befindet sich die Südliche Göriacher Röte im Bereich der Virger Nordkette, die die Gemeinde Virgen nach Norden abgrenzt. Südlich der Südlichen Göriacher Röte befindet sich die Bretterspitze (3001 m ü. A.), auch Hinterer Misenok genannt, nördlich liegt die Nördliche Göriacher Röte (3011 m ü. A.). Benannte Scharten zu den beiden Nachbargipfeln fehlen, nächstgelegene Scharten im Kammverlauf sind die Firschnitzscharte im Nordwesten (2769 m ü. A.) und die Mellitzscharte (2995 m ü. A.) im Südosten. An der Ostseite des Gipfels erstreckt sich zwischen Nördlicher Göriacher Röte und Bretterspitze das Fritschnitzkees. Nächstgelegene Schutzhütte ist die Bonn-Matreier-Hütte, nächstgelegene Ortschaften sind die Virger Ortsteile Marin und Mellitz im Süden.

## Aufstiegsmöglichkeiten
Der Normalweg auf die Südlicher Göriacher Röter führt von Marin nach Norden ins Tal des Firschnitzbaches. Vor der Firschnitzscharte quert der Weg rechts in eine Einschartung des Westgrats der Nördlichen Göriacher Röte, über die man auf die Nördliche Göriacher Röte gelang (II). Beim Übergang zur Südlichen Göriacher Röte handelt es sich um Gehgelände. Alternative Wege bestehen über den Ostsüdostgrat bzw. der Überschreitung vom Ochsenbug.